# Henryk Giełdzik
Henryk Giełdzik (ur. 12 kwietnia 1906 w Duisburgu, zm. 11 października 1981 w Gdyni) – inżynier, pionier polskiego okrętownictwa, współprojektant pierwszego polskiego statku pełnomorskiego SS Olza, główny projektant „Sołdka”.

## Życiorys
Po zakończeniu I wojny światowej i odzyskaniu przez Polskę niepodległości rodzina Giełdzików wróciła do kraju i osiedliła się w Ostrowie Wielkopolskim. Tu Henryk Giełdzik uczęszczał do Gimnazjum Męskiego i tu poznał swoją przyszłą żonę, Pelagię z Banachów, z którą pobrał się w roku 1935.
W roku 1927 zdał maturę i przeniósł się do Wolnego Miasta Gdańska, by rozpocząć naukę na nowo powstałym Wydziale Okrętowym tutejszej Politechniki. Była to wizjonerska decyzja, ponieważ w owym czasie Polska nie posiadała ani jednej stoczni budującej statki. Podczas studiów działał w polskim środowisku studenckim Wolnego Miasta Gdańska. Należał do Polskiej Korporacji Akademickiej Rosevia przy Politechnice Gdańskiej. Gdy w roku 1934 kończył Politechnikę, właśnie tworzyły się zaczątki polskiego przemysłu stoczniowego – w Polsce było zapotrzebowanie na siedmiu inżynierów kadłubowców. Henryk Giełdzik początkowo pracował w Warsztatach Portowych Marynarki Wojennej, następnie w Urzędzie Morskim i w Stoczni Gdyńskiej, później rozpoczął pracę jako starszy konstruktor w Stoczni Gdańskiej, następnie został kierownikiem stoczniowego biura konstrukcyjnego, by w końcu zostać dyrektorem ds. technicznych. W roku 1937 był współorganizatorem, a następnie członkiem zarządu pierwszej polskiej organizacji zrzeszającej okrętowców – Stowarzyszenia Polskich Inżynierów Budowy Okrętów. Pod kierownictwem inż. Giełdzika powstały projekty pierwszych polskich konstrukcji okrętowych: statku inspekcyjnego rybołówstwa „Birkut”, pogłębiarki dla Wisły, pierwszego kutra śledziowego. Kilkanaście miesięcy przed wybuchem II wojny światowej rozpoczął pracę nad najważniejszym dziełem przedwojennego polskiego przemysłu stoczniowego – miał to być pierwszy statek pełnomorski SS Olza, przeznaczony dla Żeglugi Polskiej S.A. w Gdyni. Pierwotny projekt dostarczyli Anglicy, a Henryk Giełdzik dokonał w porozumieniu z armatorem znacznych zmian w projekcie. Statek został zbudowany na pochylni, ale wojna uniemożliwiła jego zwodowanie.
Wojnę Henryk Giełdzik spędził z rodziną w Toruniu, gdzie pracował w warsztatach mechanicznych jako księgowy. Był w tym czasie członkiem tajnej organizacji „ALFA”, której celem było przygotowanie do budowy podstaw marynarki w kraju po zakończeniu wojny. W kwietniu 1945 wrócił na Wybrzeże i został członkiem Morskiej Grupy Operacyjnej mającej za zadanie uruchomienie przemysłu okrętowego. Zamieszkał w Gdańsku Oliwie, a w latach 70. przeniósł się do Gdyni. W lipcu 1945 rozpoczęło działalność Zjednoczenie Stoczni Polskich z siedzibą w Gdańsku, do kierownictwa którego inż. Giełdzik wszedł wraz z jego pierwszym dyrektorem inż. Henrykiem Umiastowskim i wicedyrektorem inż. Witoldem Urbanowiczem. Otrzymał nominację na dyrektora stoczni nr 3 (późniejszej Stoczni Północnej ). Już na przełomie lat 1945/46 zespół konstruktorów pod jego kierownictwem pracował nad projektami statków. Zespół ten przygotował projekt generalny pierwszego pełnomorskiego rudowęglowca polskiej konstrukcji, a ze względu na szczupłą kadrę konstruktorską wykonanie dokumentacji warsztatowej zlecił francuskiej stoczni Augustin Normand w Hawr. Otrzymaną dokumentację przetłumaczyło i dostosowało do możliwości wykonawczych Stoczni Gdańskiej Centralne Biuro Konstrukcji Okrętowych, jednak prace budowlane rozpoczęto wcześniej, na bazie samego projektu generalnego. Budowa była realizowana pod kierownictwem mgr inż. Jerzego Doerffera. Statkowi nadano imię „Sołdek” na część Stanisława Sołdka – trasera szczególnie zasłużonego w trasowaniu elementów kadłuba. Na bazie tego projektu Stocznia Gdańska zbudowała całą serię statków, pod kierownictwem już innych projektantów. 
Henryk Giełdzik, szykanowany przez komunistyczne władze za niezależność poglądów i nieskłonność do kompromisów, był zmuszony wielokrotnie zmieniać pracę. Od początku lat 50. pracował m.in. na stanowiskach kierowniczych w Przedsiębiorstwie Robót Czerpalnych i Podwodnych w Gdańsku, w Biurze Projektów Budownictwa Morskiego, był konsultantem Polskiego Rejestru Statków, pływał na promie kolejowym „Kopernik”, później na statkach Polskiej Marynarki Handlowej. W końcu, w roku 1959 otrzymał pracę polskiego przedstawiciela i inspektora francuskiego towarzystwa klasyfikacyjnego Bureau Veritas, którego biuro prowadził w Gdyni aż do przejścia na emeryturę w roku 1975.
Przez władze PRL uhonorowany Złotą Odznaką „Zasłużony Pracownik Morza”. 